# Głębokie gardło (film)
Głębokie gardło (ang. Deep Throat) – amerykański film pornograficzny z czasów złotej ery porno, reżyserowany przez Gerarda Damiano i zrealizowany w ciągu sześciu dni w Fort Lauderdale w stanie Floryda. Obraz miał premierę 12 czerwca 1972, w roli głównej wystąpiła aktorka Linda Lovelace. Był to pierwszy film gatunku dopuszczony do oficjalnej dystrybucji kinowej w Stanach Zjednoczonych.
Kanwą filmu są seksualne perypetie i przeżycia kobiety, która – w wyniku wady genetycznej – łechtaczkę ma umiejscowioną w gardle. Film doczekał się pięciu kolejnych części w reżyserii Josepha W. Sarno (Deep Throat II 1987), Petera Northa (Deep Throat 3 1989) i Rona Jeremy’ego (Deep Throat 4 1990, Deep Throat 5 1991, Deep Throat 6 1992).
W 2005 ukazał się film dokumentalny pt. Głęboko w gardle (Inside Deep Throat) w reżyserii Randy’ego Barbato i Fentona Baileya, opowiadający o losach ludzi pracujących przy filmie, a także jego wpływie na amerykańską kulturę i obyczajowość.

## Obsada
- Linda Boreman – Linda Lovelace
- Harry Reems – doktor Young
- Dolly Sharp – Helen
- Bill Harrison – Maltz
- William Love – Wilbur Wang
- Carol Connors – pielęgniarka
- Bob Phillips – Fenster
- Ted Street – dostawca
- Jack Byron
- Jack Birch – Michael Powers
- Gerard Damiano – ostatni mężczyzna

## Ścieżka dźwiękowa
Wraz z filmem w 1972 ukazała się jego ścieżka dźwiękowa (nakładem wytwórni muzycznej Trunk Records). Album zawierał utwory instrumentalne i wokalne oraz fragmenty dialogów pochodzących z filmu.
| Lista utworów | Lista utworów                                              | Lista utworów |
| Nr            | Tytuł utworu                                               | Długość       |
| ------------- | ---------------------------------------------------------- | ------------- |
| 1.            | „Introducing Linda Lovelace”                               |               |
| 2.            | „Mind if I smoke while you’re eating?”                     |               |
| 3.            | „Blowing’ Bubbles”                                         |               |
| 4.            | „A Lot of little tingles”                                  |               |
| 5.            | „Love Is Strange”                                          |               |
| 6.            | „A nice joint like you...”                                 |               |
| 7.            | „You have no tinkler!”                                     |               |
| 8.            | „Deep Throat”                                              |               |
| 9.            | „I wanna be your slave”                                    |               |
| 10.           | „My love is like a big blonde afro (Jah-ron-o-mo)”         |               |
| 11.           | „Nurse Lovelace”                                           |               |
| 12.           | „I’d Like To Teach You All To Screw (It’s The Real Thing)” |               |
| 13.           | „Nurse About the House”                                    |               |
| 14.           | „I got Blue Cross”                                         |               |
| 15.           | „Old Dr. Young”                                            |               |
| 16.           | „Masked Marvel”                                            |               |